# Scottish Challenge Cup 2018-2019
La Scottish Challenge Cup 2018-2019 (denominata IRN-BRU Cup per motivi di sponsorizzazione) è stata la 28ª stagione della competizione. Il formato del torneo è rimasto invariato, solo che per la prima volta si aggiungono due squadre della National League inglese, aumentando così il totale dei partecipanti a 58. 

## Calendario
| Turno             | Sorteggio         | Date                    | Partite | Eliminazioni | Squadre che entrano in questo turno |
| ----------------- | ----------------- | ----------------------- | ------- | ------------ | --- |
| Turno preliminare | 12 giugno 2018    | 31 luglio-1 agosto 2018 | 2       | 58 → 56      | 2 club della Highland Football League 2017-2018 (3º-4º posto) 2 club della Lowland Football League 2017-2018 (3º-4º posto) |
| Primo turno       | 26 giugno 2018    | 14-15 agosto 2018       | 24      | 56 → 32      | 12 club Under-20 della Scottish Premiership 2018-2019 12 club della Scottish Championship 2018-2019 12 club della Scottish League One 2018-2019 12 club della Scottish League Two 2018-2019 2 club della Highland Football League 2017-2018 (1º-2º posto) 2 club della Lowland Football League 2017-2018 (1º-2º posto) |
| Secondo turno     | 16 agosto 2018    | 8-9 settembre 2018      | 16      | 32 → 16      | 2 club della NIFL Premiership 2016-2017 2 club della Welsh Premier League 2017-2018 2 club della League of Ireland 2018 2 club della National League 2017-2018 |
| Terzo turno       | 11 settembre 2018 | 13-14 ottobre 2018      | 8       | 16 → 8       | |
| Quarti di finale  | 16 ottobre 2018   | 17-18 novembre 2018     | 4       | 8 → 4        | |
| Semifinali        | 21 novembre 2017  | 16-17 febbraio 2019     | 2       | 4 → 2        | |
| Finale            |                   | 24 marzo 2019           | 1       | 2 → 1        | |

## Risultati
Le squadre Under-20 sono segnate in corsivo

### Turno preliminare
| Squadra 1            | Risultato          | Squadra 2          |
| -------------------- | ------------------ | ------------------ |
| 29 luglio 2018       |                    |                    |
| BSC Glasgow          | 0 - 1              | East Stirlingshire |
| 1 agosto 2018        |                    |                    |
| Inverurie Loco Works | 2 - 2 (5-4 d.c.r.) | Fraserburgh        |

### Primo turno
Nord
| Squadra 1            | Risultato          | Squadra 2       |
| -------------------- | ------------------ | --------------- |
| 14 agosto 2018       |                    |                 |
| Dundee               | 2 - 2 (4-3 d.c.r.) | Hibernian       |
| Peterhead            | 2 - 1              | Brechin City    |
| Inverness            | 1 - 2              | Dunfermline     |
| Hearts               | 1 - 2              | Ross County     |
| Cowdenbeath          | 1 - 3              | East Fife       |
| Raith Rovers         | 3 - 1              | Aberdeen        |
| Alloa Athletic       | 3 - 1              | Stirling Albion |
| Inverurie Loco Works | 0 - 1              | Formartine Utd  |
| 15 agosto 2018       |                    |                 |
| Cove Rangers         | 2 - 2 (3-4 d.c.r.) | Montrose        |
| Elgin City           | 1 - 1 (6-7 d.c.r.) | Arbroath        |
| Dundee Utd           | 3 - 2              | St. Johnstone   |
| 21 agosto 2018       |                    |                 |
| Livingston           | 0 - 0 (5-4 d.c.r.) | Forfar Athletic |

Sud
| Squadra 1           | Risultato          | Squadra 2          |
| ------------------- | ------------------ | ------------------ |
| 14 agosto 2018      |                    |                    |
| Kilmarnock          | 1 - 2              | St. Mirren         |
| Stenhousemuir       | 0 - 3              | Queen of the South |
| Rangers             | 1 - 2              | Falkirk            |
| Queen's Park        | 0 - 0 (4-2 d.c.r.) | Ayr Utd            |
| Hamilton Academical | 4 - 1              | Clyde              |
| East Stirlingshire  | 0 - 3              | Motherwell         |
| Annan Athletic      | 4 - 0              | Celtic             |
| Edinburgh           | 3 - 1              | Albion Rovers      |
| Stranraer           | 0 - 5              | Partick Thistle    |
| Dumbarton           | 2 - 1              | Greenock Morton    |
| Berwick Rangers     | 0 - 3              | Airdrieonians      |
| 15 agosto 2018      |                    |                    |
| East Kilbride       | 1 - 1 (5-4 d.c.r.) | Spartans           |

### Secondo turno
| Squadra 1          | Risultato          | Squadra 2           |
| ------------------ | ------------------ | ------------------- |
| 6 settembre 2018   |                    |                     |
| Dundee             | 1 - 2              | Motherwell          |
| 8 settembre 2018   |                    |                     |
| Boreham Wood       | 0 - 0 (5-6 d.c.r.) | Dunfermline         |
| Queen of the South | 4 - 3              | Crusaders           |
| Falkirk            | 0 - 1              | Connah's Q.N.       |
| Airdrieonians      | 0 - 1              | Sutton Utd          |
| Peterhead          | 0 - 1              | Bohemians           |
| East Fife          | 2 - 1              | Partick Thistle     |
| Arbroath           | 3 - 0              | Annan Athletic      |
| Dumbarton          | 0 - 1              | Montrose            |
| Dundee Utd         | 1 - 1 (4-5 d.c.r.) | Alloa Athletic      |
| East Kilbride      | 2 - 3              | Edinburgh           |
| St. Mirren         | 3 - 2              | Hamilton Academical |
| Ross County        | 5 - 0              | Raith Rovers        |
| The New Saints     | 2 - 2 (2-4 d.c.r.) | Queen's Park        |
| Coleraine          | 1 - 1 (2-1 d.c.r.) | Formartine Utd      |
| Sligo Rovers       | 4 - 1              | Livingston          |

### Terzo turno
| Squadra 1       | Risultato          | Squadra 2          |
| --------------- | ------------------ | ------------------ |
| 12 ottobre 2018 |                    |                    |
| Arbroath        | 1 - 4              | Edinburgh          |
| 13 ottobre 2018 |                    |                    |
| East Fife       | 2 - 0              | Queen of the South |
| Bohemians       | 0 - 0 (4-3 d.c.r.) | Sutton Utd         |
| Dunfermline     | 1 - 1 (4-5 d.c.r.) | Alloa Athletic     |
| Ross County     | 3 - 1              | Montrose           |
| St. Mirren      | 2 - 4              | Queen's Park       |
| Motherwell      | 2 - 0              | Sligo Rovers       |
| Connah's Q.N.   | 2 - 0              | Coleraine          |

### Quarti di finale
| Squadra 1        | Risultato          | Squadra 2      |
| ---------------- | ------------------ | -------------- |
| 16 novembre 2018 |                    |                |
| Queen's Park     | 1 - 2              | Connah's Q.N.  |
| 17 novembre 2018 |                    |                |
| Edinburgh        | 2 - 2 (4-3 d.c.r.) | Alloa Athletic |
| Motherwell       | 1 - 2              | Ross County    |
| Bohemians        | w/o                | East Fife      |

### Semifinali
| Squadra 1        | Risultato                   | Squadra 2 |
| ---------------- | --------------------------- | --------- |
| 15 febbraio 2019 |                             |           |
| Ross County      | 2 - 1                       | East Fife |
| 16 febbraio 2019 |                             |           |
| Connah's Q.N.    | 2 - 2 (d.t.s.) (5-4 d.c.r.) | Edinburgh |

### Finale
| Arbitro: | Alan Muir |

|                             |           |            |
| Mullin 75’, 78’ Lindsay 86’ | Marcatori | 22’ Bakare |